# Sue Henry
Sue Henry (Salmon, 19 gennaio 1940 – Anchorage, 20 novembre 2020) è stata una scrittrice statunitense di romanzi gialli.

## Biografia
Nata in Idaho nel 1940, ha vissuto ad Anchorage, in Alaska.
Ha insegnato presso l'University of Anchorage ed è stata autrice di numerosi romanzi gialli ambientati spesso nelle terre selvagge dell'Alaska e aventi per protagonista l'ufficiale Alex Jensen e lo sleddog Jessie Arnold.
Il suo romanzo d'esordio, Delitto sull'Iditarod Trail, è stato insignito di un Premio Agatha e un Anthony Award e ha fornito il soggetto per un film per la televisione.

## Opere

### Serie Alex Jensen et Jessie Arnold
- Delitto sull'Iditarod Trail (Murder on the Iditarod Trail, 1991), Milano, Il Giallo Mondadori N. 2247, 1992
- Termination Dust (1996)
- Sleeping Lady (1996)
- Death Takes Passage (1997)
- Deadfall (1998)
- Murder on the Yukon Quest: An Alaska Mystery (1999)
- Beneath the Ashes (2001)
- Dead North (2001)
- Cold Company  (2002)
- Death Trap (2003)
- Murder at Five Finger Light (2005)
- Degrees of Separation (2008)
- Cold as Ice (2010)

### Serie Maxie et Stretch
- The Serpents Trail (2004)
- The Tooth of Time (2006)
- The Refuge (2007)
- The End of the Road (2009)

## Filmografia
- Morte sottozero (Murder on the Iditarod Trail), regia di Paul Schneider – film TV (1996) (soggetto)

## Premi e riconoscimenti
- Premio Anthony per il miglior romanzo d'esordio: 1992 vincitrice con Delitto sull'Iditarod Trail
- Premio Macavity per il miglior romanzo d'esordio: 1992 vincitrice con Delitto sull'Iditarod Trail